# Giuseppe Dezza
Giuseppe Dezza (Melegnano, 23 febbraio 1830 – Milano, 14 maggio 1898) è stato un generale, politico e patriota italiano.
Volontario appena diciottenne nelle Cinque giornate di Milano, sottotenente nei Cacciatori delle Alpi, colonnello dei I Mille e del Regio Esercito, dove arrivò al grado di tenente generale. Successivamente fu anche deputato e senatore. La sua figura ripercorre il Risorgimento italiano dal 1848 fino ai primi decenni del nuovo Stato unitario, passando per le guerre d'indipendenza e la Spedizione dei Mille.

## Biografia

### La giovinezza
Terzo figlio di Baldassarre Dezza e Carolina Magnani, proprietari terrieri di Melegnano, a nove anni venne mandato a frequentare il ginnasio a Milano. Espulso nel 1841 per un fatto di indisciplina, fu mandato dai genitori a completare gli studi ginnasiali in un collegio a Parabiago. Tornato poi a Milano per il liceo, finito questo decise di iscriversi al corso di laurea di matematica all'Università degli Studi di Pavia. Anche questo fu motivo di discussione con i genitori, che preferivano per lui una carriera in ambito legale.
Il 4 novembre 1847 si iscrisse quindi all'Università degli Studi di Pavia. Era un periodo di grandi fermenti a Pavia: i moti dei decenni precedenti e le idee di Giuseppe Mazzini erano vivissime nella testa degli studenti. La tensione arrivò a tal punto che, durante un funerale, ci fu una sassaiola verso gli ufficiali austriaci. Questo provocò la dura reazione del comandante della piazza Ludwig von Benedek, che arrestò alcuni dimostranti e obbligò gli studenti non pavesi a lasciare la città. Gli studenti, ancora eccitati per quanto successo, si diressero verso Milano per continuare la protesta. Ma arrivati in città, sotto la minaccia di altre reazioni da parte del Maresciallo Radetzky, si sciolsero e tornarono alle loro case per evitare peggiori conseguenze.
Così il Dezza, dopo i primi contatti con il mondo dell'Irredentismo, tornò a Melegnano. Lì, con suo nonno ed il cugino Gerolamo Cordoni, si diede alla propaganda clandestina per i primi mesi del 1848.

### I primi combattimenti
Nel pomeriggio del 18 marzo 1848, giunta a Melegnano la notizia dell'insurrezione di Milano, 62 Melegnanesi, al comando di Giovanni Secondi, si organizzarono e partirono la mattina successiva verso la città meneghina. Fra questi c'erano il Dezza e suo cugino Cordoni.
Occupata una polveriera, tornarono indietro per difendere la città natale, che venne attaccata dagli austriaci i quali fecero 18 morti.
Giunta voce dell'arruolamento dei volontari per la guerra di indipendenza, il Dezza si arruolò nei Corpi Volontari Lombardi (ancora con il dissenso paterno). L'esperienza fu di breve durata perché, dopo la sconfitta di Sommacampagna, il corpo venne sciolto.
Il Dezza con il fidato cugino decise quindi di raggiungere Garibaldi, sotto il quale combatté nella Battaglia di Luino. Dopo questa esperienza povera di soddisfazioni terminata a Lugano con lo scioglimento del corpo dei volontari, decise di partire per un viaggio in Svizzera.
Con l'Armistizio di Salasco nel 1849 e la successiva amnistia per i combattenti il Dezza ritornò a casa. Nel 1851 si laureò a Pavia ingegnere civile, e nel 1853 terminò con successo all'Accademia di Brera il corso di perfezionamento in architettura.
Terminati gli studi, trovò un buon impiego nell'amministrazione del Censo, dove lavorò ininterrottamente per dieci anni.

### Nei Cacciatori delle Alpi
Nel 1859 con l'avvio della seconda guerra d'indipendenza italiana si aprirono, così come nella prima, degli arruolamenti per volontari. Il Dezza, che si trovava in Val d'Intelvi per il suo lavoro nel Censo, lo lasciò e partì per il Piemonte, dove venne arruolato nel 3º Reggimento dei Cacciatori delle Alpi.
Essendo ingegnere, venne incaricato di provvedere ad alcuni lavori di fortificazione presso Olcenengo. Qui fece conoscenza di Nino Bixio, che fu colpito dalla competenza nel lavoro e dalla fermezza nei modi del Dezza, che allora era un soldato semplice. Da questo momento nacque con il Bixio un lungo rapporto di amicizia e di fiducia, che si rafforzò negli anni successivi. Entrambi uomini risoluti e determinati, dopo l'Unità si schierarono a Destra e a favore della monarchia (lo stesso Dezza fu, in seguito, aiutante di campo di Vittorio Emanuele II di Savoia). Sia de Sonnaz sia Garibaldi furono piuttosto soddisfatti del lavoro svolto alle fortificazioni, tanto che l'ultimo prese a chiamarlo «il mio ingegnere».
Dopo aver svolto ancora compiti di ingegneria, tra cui il ponte galleggiante sul Ticino e le fortificazioni durante la Battaglia di Varese, venne nominato sergente furiere. Inquadrato nella compagnia di De Cristoforis, combatté valorosamente nella Battaglia di San Fermo e il 27 maggio lui e la sua pattuglia di 18 uomini furono i primi ad entrare a Como, gridando «Viva Garibaldi!» e scatenando nella città liberata grandi festeggiamento. Per queste azioni venne nominato da Garibaldi sottotenente e decorato con la medaglia d'argento al valor militare.
Da Como seguì Garibaldi a Bergamo, poi ad Iseo e infine a Brescia. Combatté la Battaglia di Treponti, dove collaborò nuovamente nelle opere di ingegneria. Dopo la battaglia di Solferino e San Martino segui Garibaldi alla Stelvio. Giunge l'Armistizio di Villafranca, che sembra togliere le speranze di unità italiana, i Cacciatori delle Alpi si trasformano nella Brigata Alpi. Il Dezza diede le dimissioni e tornò al lavoro al Censo.

### Nella Spedizione dei Mille
Ma il suo ritorno al lavoro civile durò poco: il 2 maggio 1860, mentre si trovava ad Argegno a casa di amici, ricevette da Nino Bixio un biglietto cifrato con scritto «Grano 36 lire». Ciò significava che mancavano 36 ore alla partenza della Spedizione dei Mille. La notte stessa era a Genova, dove insieme Bixio si presentò a Garibaldi per ricevere disposizioni su come prendere il Lombardo e il Piemonte. Alle 9 di sera del 4 maggio il Dezza si imbarcò sul Lombardo, che dopo alcune difficoltà tecniche, arrivò alle 4 di mattina a Quarto dei Mille per imbarcare la spedizione, che per le 5 partì. A Talamone Garibaldi formò le 8 Compagnie: il Dezza era vicecomandante della 1ª con a capo Bixio.

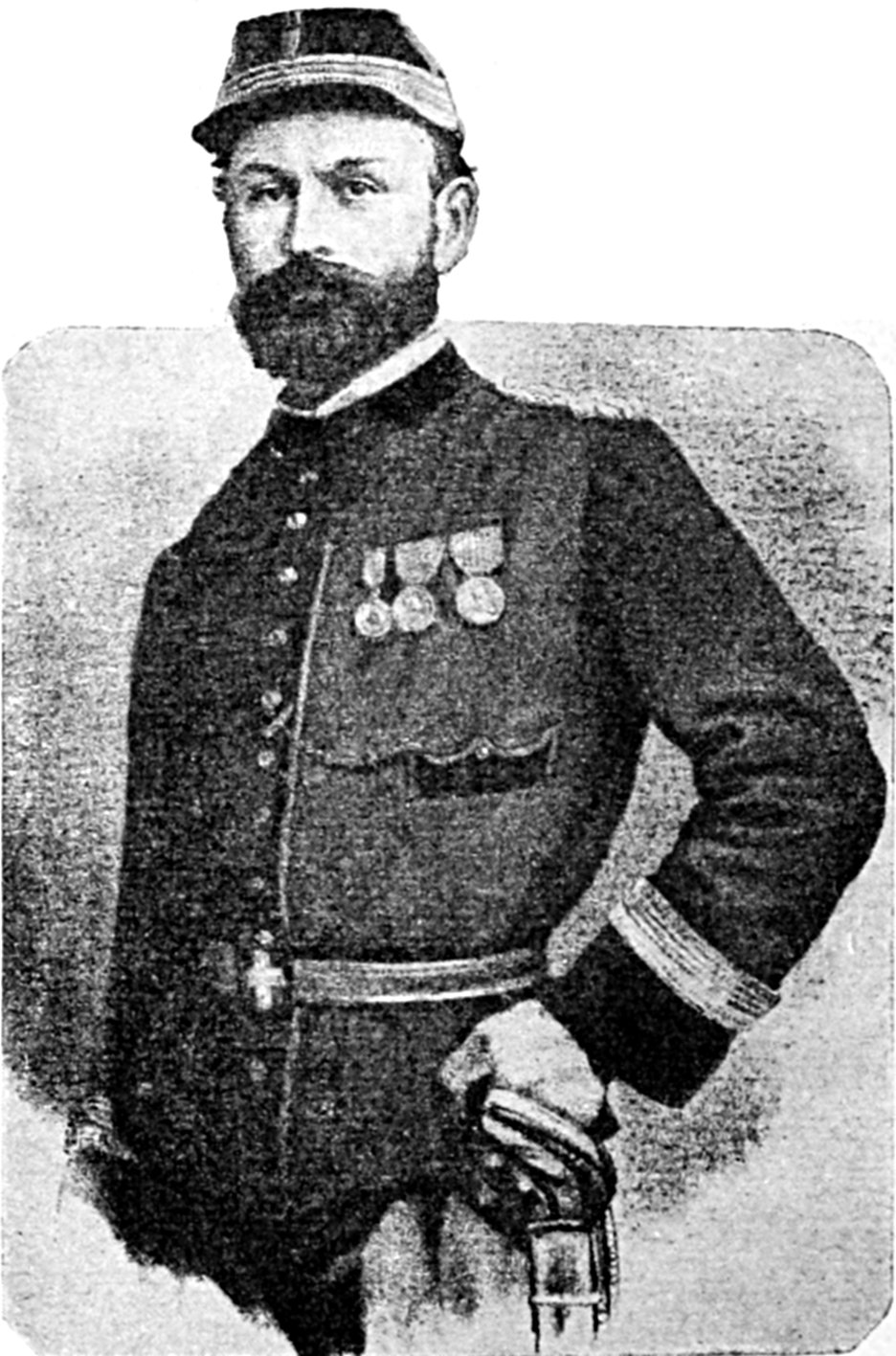
Giuseppe Dezza in divisa da colonnello garibaldino

Subito dopo lo sbarco il Dezza prese il comando della 1ª Compagnia, visto che Bixio era passato al comando del 1º Battaglione. Il 15 maggio 1860, durante la battaglia di Calatafimi difese Garibaldi in difficoltà respingendo gli attacchi nemici. Ricevette quindi la promozione sul campo a Capitano e i complimenti del generale, che all'alba del giorno successivo, chiamatolo nella sua tenda, gli disse: «Lasciate che stringa la mano ad uno dei più valorosi che io abbia conosciuto».
Dopo l'Insurrezione di Palermo (1860) venne nominato maggiore e gli venne affidato il comando del 1º Battaglione, essendo Bixio ferito. In seguito ad un'altra riorganizzazione delle truppe garibaldine, venne nominato tenente colonnello della 1ª Brigata della 10ª Divisione (con lo stesso Bixio al comando). Con lui sbarcò a Melito.
L'1 e il 2 ottobre, durante Battaglia del Volturno, il Dezza diede grande prova di sé. Alle 6 di mattina del primo giorno, i borbonici, che erano guidati dal generale Luka Von Meckel, arrivarono da Dugenta in direzione della postazione del Dezza presso Monte Caro, essendo riusciti a superare gli avamposti garibaldini sia a destra sia a sinistra. In evidente inferiorità numerica e non riuscendo a reggere l'impeto dell'attacco, la brigata del melegnanese dovette retrocedere con numerose perdite tra i suoi componenti. La situazione sembrava disperata, anche Bixio era in difficoltà e aveva fatto intervenire la riserva. Il Dezza organizzò una manovra di aggiramento per colpire il nemico alle spalle. Diede questo compito a Rainero Taddei, mentre lui ed i superstiti avrebbero dovuto attaccare i nemici di fianco. Passarono 17 minuti, e quando sembrò finita, il battaglione di Taddei, urlando «Viva Garibaldi» apparve all'attacco alle spalle del nemico. I garibaldini riconquistano Monte Caro. Dopo un'ora e mezza suonò la ritirata: un corpo borbonico di 6000 uomini veniva respinto da uno nettamente in inferiorità numerica. In seguito alla vittoria il Dezza venne promosso colonnello e ricevette la croce di Ufficiale dell'Ordine militare di Savoia.
Il 25 ottobre 1860, in seguito alle ferite di Bixio dovute ad una caduta da cavallo, Garibaldi affidò il comando della 18ª divisione al Dezza. Il Dezza, colonnello da poco tempo, riferì al generale che gli sembrava giusto che il comando andasse a Balzani, parigrado con più anzianità. L'Eroe dei Due Mondi gli rispose che era proprio il Bixio a volerlo al comando, e così si decise ad accettare. In questa veste fa conoscenza di Vittorio Emanuele II di Savoia. Giunto il Re a Calvi, Dezza ha il compito di accompagnare il Re da Giacomo Medici al Volturno sulla strada per Teano, dove ebbe il celebre incontro con Garibaldi.

### Il primo periodo nel Regio Esercito

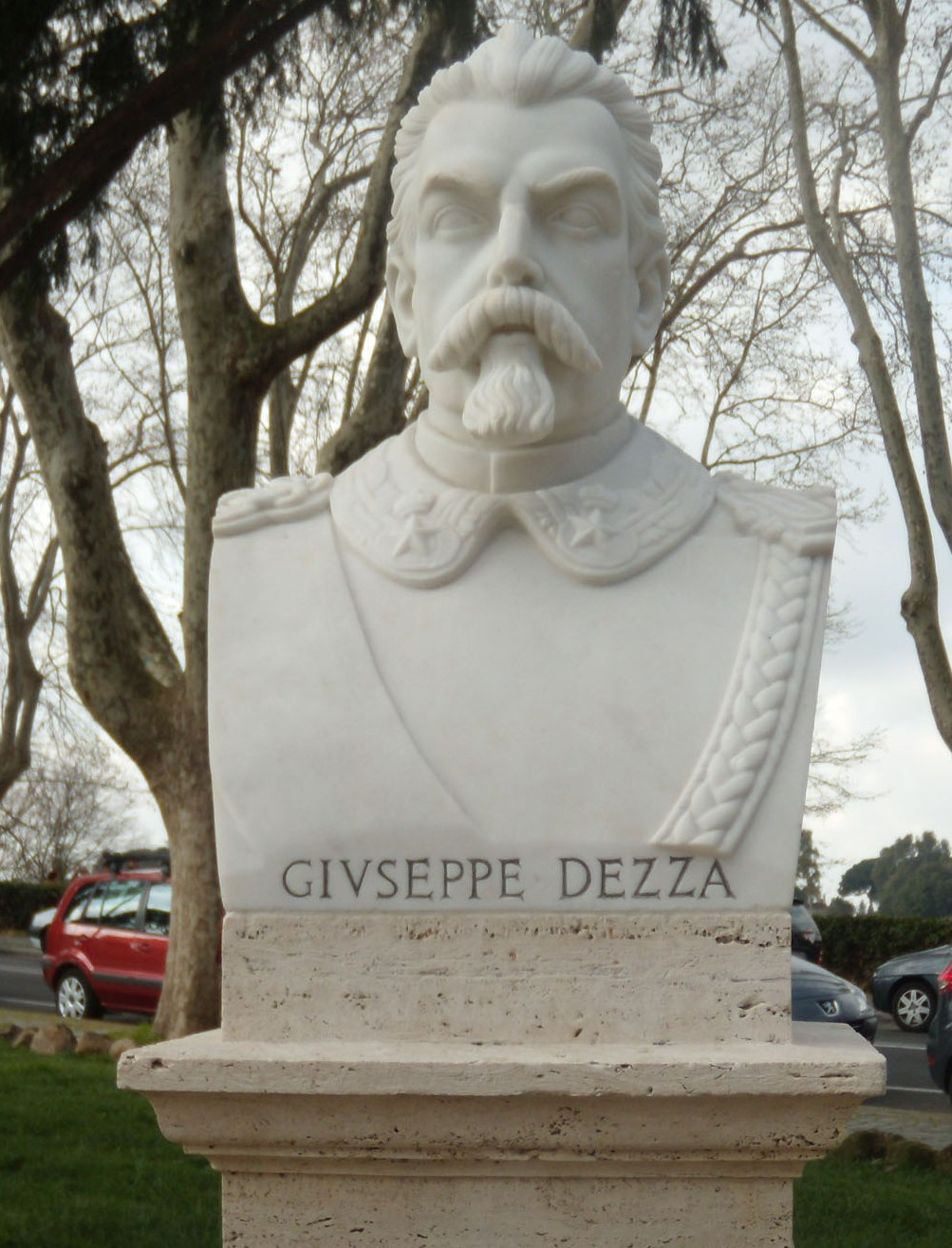
Busto di Giuseppe Dezza al Gianicolo

Nel 1861, con lo scioglimento dei corpi dei volontari, passò nel Regio Esercito con il grado di colonnello. Fece parte della Commissione istituita nel dicembre dello stesso anno per redigere il primo elenco dei Mille che sbarcarono a Marsala l'11 maggio 1860. 
La Commissione era composta tra gli altri da:
- generali Vincenzo Giordano Orsini, Francesco Stocco, Giovanni Acerbi
- colonnelli Guglielmo Cenni, Benedetto Cairoli, Giorgio Manin
- maggiori Luigi Miceli, Antonio Della Palù, Giulio De Cretsckmann
- capitani Davide Cesare Uziel, Francesco Raffaele Curzio
- deputati Salvatore Calvino, Achille Argentino

La Commissione rilasciò delle autorizzazioni a fregiarsi della medaglia decretata dal Consiglio civico di Palermo il 21 giugno 1860 per gli sbarcati a Marsala. 
Nel 1864 fece parte di un'altra commissione che, con Giuseppe Sirtori, Francesco Crispi, Cairoli, Salvatore Calvino, Nino Bixio, pubblicò un nuovo Elenco dei Mille di Marsala, nel bollettino n.21, nell'anno 1864, in base al quale furono concesse le pensioni. Sulla base del secondo elenco fu redatto in modo definitivo il documento della Gazzetta ufficiale del Regno d'Italia del 12 novembre 1878.
Durante il 1862 rivide Garibaldi a Milano con altri partecipanti dei Mille. Il generale poi fece visita a Melegnano, dove fu accolto con enormi festeggiamenti, per salutare la famiglia del Dezza.
Il medesimo anno incontrò sua moglie, Maria Pellegrini, che nel 1865 sposò. Con lei fece un lungo viaggio di nozze attraverso l'Europa.
Nel 1866, per la battaglia di Custoza il Dezza fece il suo ritorno ai campi di battaglia. Era al comando del 29º Reggimento di fanteria dislocato presso Sant'Eufemia della Fonte, suoi superiori erano il generale di brigata Onorato Rey di Villarey e il generale di divisione Enrico Cerale. Mentre nei confronti del primo provava sincera stima, con il secondo ebbe numerosi dissidi che lo portarono a rassegnare le dimissioni (poi respinte, grazie all'operato di Villarey) e ad esprimere dure parole nei confronti del suo superiore.
Dezza, al comando del 29º Fanteria, e il generale Villarey, al comando del 30º Fanteria, si gettarono all'assalto del monte Cricol. Prima di dividersi, Villarey gli disse: «[...] Oggi noi andremo alla carneficina; cerchiamo di fare il nostro dovere! In caso di disgrazia, mio figlio; nel caso tocchi a lei, penserò io a sua moglie».
Questa previsione si rivelò profetica: Villarey nell'azione perì. Il 29° e il 30° riuscirono a prendere monte Cricol e a trattenere l'impeto della colonna nemica, anche se poi per la mancanza di supporto furono costretti a retrocedere.
Presso Campagna Rossa gli uomini del Dezza, che si trovavano in decisa inferiorità numerica, riuscirono a resistere alle forze soverchianti del nemico.
Qui il Dezza, vedendo la bandiera in pericolo, ordinò a Vittorio Asinari di Bernezzo (la cui azione venne ricordata Giovanni Pascoli nell'ode "A riposo") di attaccare il nemico.
Caduto valorosamente Villarey, feriti Cerale e Dho, il Dezza ebbe il comando della 1ª Divisione. Riunì le truppe ormai in rotta e a ricomporla, riuscendo a contrattaccare il nemico che si accaniva sui resti della divisione. Per queste azioni venne premiato con la Commenda dell'Ordine militare di Savoia e il ruolo di colonnello brigadiere della brigata Pisa (che in precedenza era comandata dal defunto Rey di Villarey). Dopo 18 mesi venne promosso maggior generale.

### Aiutante di campo di Vittorio Emanuele II

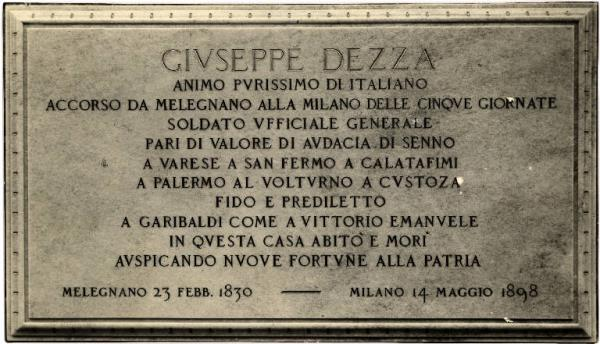
Lapide commemorativa di Giuseppe Dezza

Nell'ottobre del 1872 divenne aiutante di campo del Re. In questa veste lo accompagnò alle corti di Vienna e di Berlino in visita diplomatica. Il 22 Agosto 1873, in una lettera alla moglie, riferì la sensazione di pesantezza che gli derivava dalla vita di corte. Lui, uomo d'azione, preferiva nettamente i campi di battaglia. Nel 1875 favorì l'organizzazione dell'incontro al Quirinale tra il generale Giuseppe Garibaldi, ormai anziano ed in stampelle, e Vittorio Emanuele II di Savoia. Nel 1876 venne eletto deputato al collegio di Codogno per la Camera dei deputati nella XIII e in seguito riconfermato per la XIV Legislatura, occupandosi principalmente di questioni militari e presiedendo la commissione parlamentare per l'esercito.

### Gli ultimi anni
Nel 1877 venne nominato tenente generale al comando della Divisione Milano. Nel 1880, durante il Governo Cairoli III gli venne proposto il ministero della guerra, ma rifiutò per motivi politici e militari. Nel 1886 comandò il VII Corpo d'armata e poi il XII, il VI ed il III. Il 26 gennaio 1889 venne nominato senatore.
Morì nel 1898 ed il suo corpo riposa nella cappella di famiglia nel cimitero di Melegnano.

## Matrimonio e figli

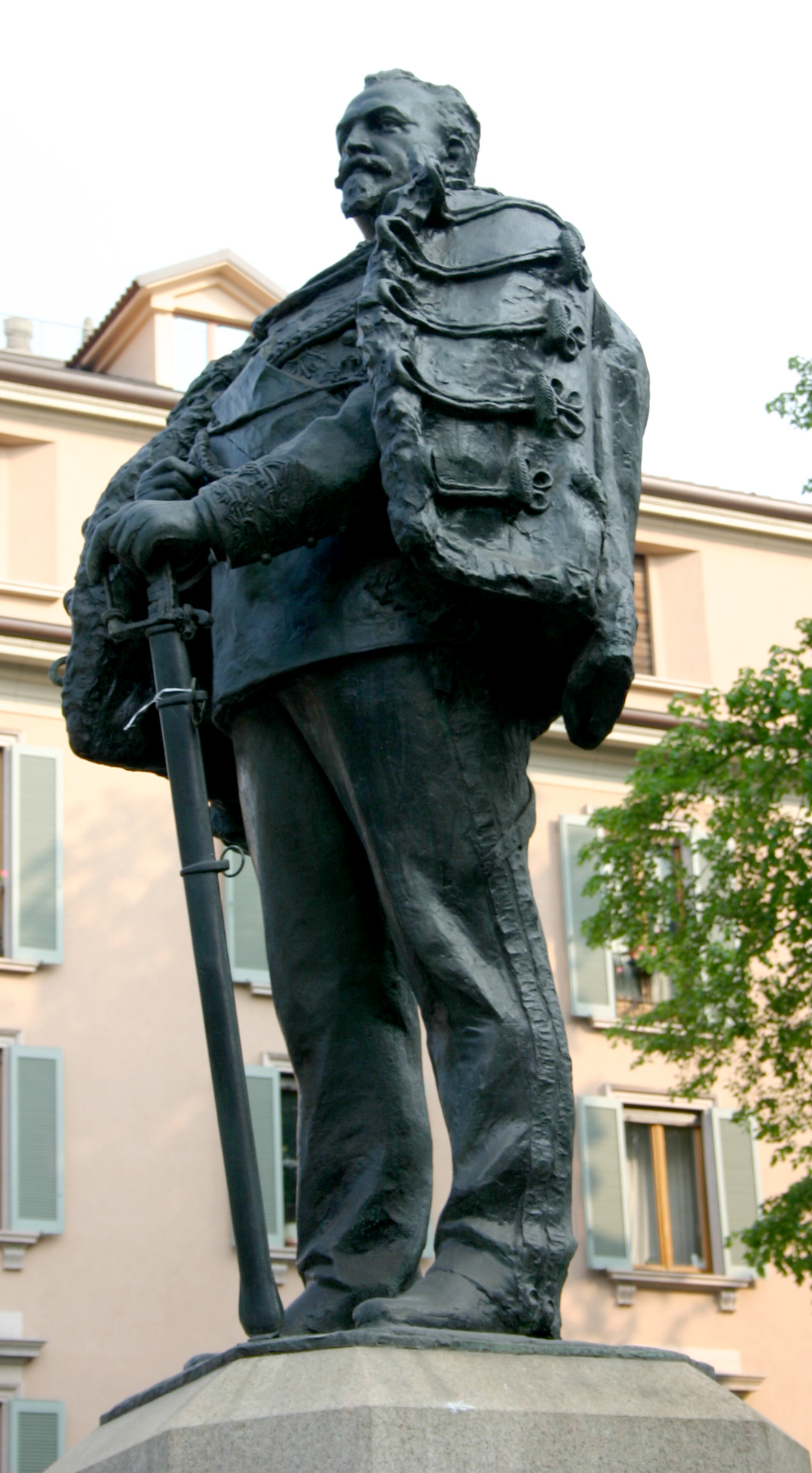
Il monumento a Giuseppe Dezza a Milano

Giuseppe Dezza sposò il 29 aprile 1865 a Pavia Maria Pellegrini (Montesano di Filighera, 9 maggio 1837 - Milano, 26 maggio 1934). Da questa unione nacquero i seguenti figli:
- Carolina (Brescia, n. e m. maggio 1866)
- Luisa (n. 14 luglio 1868 - 3 agosto 1938) sposò Demetrio Cordero di Montezemolo (n. 1868 - m. 1935). Madre di Giuseppe Cordero Lanza di Montezemolo, martire alle Fosse Ardeatine e medaglia d'oro al valor militare alla memoria, e nonna del cardinale Andrea Cordero Lanza di Montezemolo.
- Ugo (n. 1 aprile 1870 - 19 febbraio 1934)
- Pia (n. 11 maggio 1878, m. dopo il 1963), sposò Luigi Battaglia (n. 1875 - m. 1943)

## Monumenti a Giuseppe Dezza
Alla figura di Giuseppe Dezza sono stati dedicati monumenti in alcune città italiane:
- A Melegnano, sua città natale
- A Milano, il monumento ad opera di Enrico Cassi in Via Marina angolo Via Palestro
- A Roma, presso il Gianicolo

## Onorificenze

### Ordini cavallereschi italiani
Giuseppe Dezza fu insignito di diversi ordini cavallereschi italiani, ecco quelli di cui si è a conoscenza da fonti certe:

### Onorificenze straniere
Giuseppe Dezza fu insignito di diverse onorificenze straniere, ecco quelle di cui si è a conoscenza da fonti certe: